# SMS Niobe (1899)
«Ниобе» (нем. Niobe) — немецкий бронепалубный крейсер времён Первой мировой войны, корабль серии крейсеров типа «Газелле». В югославском флоте носил название «Далмация» (Dalmacija), в итальянском — «Каттаро» (итал. Cattaro).

## История создания
В рамках судостроительной программы 1895—1896 гг. крейсер был заложен 30 августа 1898 на верфи «Везер» в Бремене. Это был второй корабль серии типа «Газелле», первых лёгких крейсеров германского кайзеровского флота. Спущен на воду 18 июля 1899, зачислен в состав флота 25 июня 1900 года, однако после испытаний из-за технических проблем был выведен в резерв. После устранения недостатков возвращён в ряды Кайзерлихе Марине 11 апреля 1901.

## Служба

### 1901—1939
«Ниобе», будучи кораблём сопровождения яхты кайзера «Гогенцоллерн», участвовал в заграничных походах, выполняя функции представительского характера. Находился в составе разведывательных сил флота, затем был приписан к 1-й флотилии миноносцев в Вильгельмсхафене. Позже, базируясь на Циндао, продолжил «дипломатическую службу», совершая походы на Дальнем Востоке и в Тихом океане. По возвращении домой 31 марта 1909 года был исключён из состава флота и переведён в резерв.
В разное время его командирами были Рейнхард Шеер, будущий командующий Флотом Открытого Моря, граф Феликс фон Люкнер, впоследствии командир знаменитого парусного рейдера «Зееадлер».
С началом Первой мировой войны «Ниобе» был мобилизован и служил в качестве корабля береговой обороны. В 1915 году был передан Морской инспекции, а в 1916 году устаревший крейсер был разоружён. До конца войны был плавучей казармой в Вильгельмсхафене, некоторое время на нём размещался штаб адмирала Хиппера.
Один из самых старых боевых кораблей, после окончания войны по условиям Версальского мирного договора оставлен в германском флоте (находился в резерве без вооружения). По требованию союзников Германия имела право начать замену старых кораблей новыми по истечении 20 лет службы. Для замены «Ниобе» в 1921 году началось строительство первого послевоенного корабля рейхсмарине — лёгкого крейсера «Эмден».
24 июня 1925 года «Ниобе» был исключён из состава флота и продан Югославскому королевству. После ремонта на верфи «Дойче Верфт» в Киле он без оружия был передан новым владельцам. 3 сентября 1926 года он прибыл на Адриатику и пополнил ряды Югославского королевского флота в качестве учебного корабля под новым именем — «Далмация». Спустя два года на него было установлено вооружение: чешские орудия калибром 83,5 мм, 47-мм зенитные орудия и пулемёты.

### Вторая мировая война
Во время оккупации Югославии немецкими войсками весной 1941 года корабль принимал участие в боевых действиях отражая атаки авиации. Захваченный немцами, он был передан Италии. В итальянском флоте крейсер получил название «Каттаро», был переведён в разряд канонерских лодок. В ходе последовавшей модернизации на нём было заменено зенитное вооружение. Использовался как учебный, а также при проводке конвоев и в операциях против партизан.
После выхода Италии из войны в 1943 году он вновь был захвачен немцами и со смешанным немецко-хорватским экипажем продолжил службу уже в Кригсмарине. В качестве эскортного корабля сопровождал конвои в Адриатике, затем участвовал в операции «Хербстгевиттер» — боевых действиях против югославских партизан на островах находившихся под их контролем.
17 декабря во время операции по высадке на острове Корцула он вышел из Полы. 19 декабря 1943 года в условиях плохой видимости крейсер сел на мель северо-западнее Зары у острова Силба (44°21′ с. ш. 14°42′ в. д.). Попытка быстро снять его не удалась, и 22 декабря при атаке британских торпедных катеров МТВ-298 и МТВ-276 корабль был торпедирован, при этом погибло 17 человек из его экипажа. Полуразрушенный корабль был захвачен партизанами.
Останки крейсера были в 1947—1952 годах разобраны на металл югославской фирмой «Бродоспас».